# Hof (Fischen im Allgäu)
Hof (mundartlich: Hov) ist ein Gemeindeteil der Gemeinde Fischen im Allgäu im bayerisch-schwäbischen Landkreis Oberallgäu.

## Geographie
Der Weiler liegt circa drei Kilometer südlich des Hauptorts Fischen. Östlich der Siedlung verläuft die Bundesstraße 19.

## Ortsname
Der Ortsname deutet auf einen Ökonomiehof hin.

## Geschichte
Hof wurde erstmals urkundlich im Jahr 1408 als zem Hof erwähnt.